# Linda Sandblom
Linda Maria Sandblom (* 18. Oktober 1989 in Ekenäs) ist eine ehemalige finnische Leichtathletin, die sich auf den Hochsprung spezialisiert hat.

## Leben und sportliche Laufbahn
Die Finnlandschwedin Linda Sandblom wurde in der zweisprachigen Stadt Ekenäs (finnisch Tammisaari) geboren. Sie ist Mitglied von Hangö IK.
Erste internationale Erfahrungen sammelte Linda Sandblom im Jahr 2009, als sie bei den U23-Europameisterschaften in Kaunas mit übersprungenen 1,72 m in der Qualifikationsrunde ausschied. 2015 belegte sie bei der Sommer-Universiade in Gwangju mit 1,75 m den achten Platz und im Jahr darauf schied sie bei den Europameisterschaften in Amsterdam mit 1,89 m in der Vorrunde aus. Anschließend nahm sie an den Olympischen Sommerspielen in Rio de Janeiro teil und verpasste dort mit 1,89 m den Finaleinzug. 2017 schied sie bei den Halleneuropameisterschaften in Belgrad mit 1,86 m in der Vorrunde aus und im August schied sie bei den Weltmeisterschaften in London mit 1,80 m ebenfalls in der Qualifikationsrunde aus. 2020 bestritt sie ihre letzte Wettkampfsaison und beendete daraufhin ihre aktive sportliche Karriere im Alter von 31 Jahren.
In den Jahren 2016 und 2017 wurde Sandblom finnische Meisterin im Hochsprung im Freien sowie von 2016 bis 2018 in der Halle.